# Dave Kragthorpe
Dave Kragthorpe (1933. május 1. –) amerikai amerikaifutball-játékos és -edző, baseballozó, atlétikai igazgató. 1982 és 1985 között az Idaho State Bengals, 1985 és 1990 között pedig az Oregon State Beavers amerikaifutball-vezetőedzője volt.

## Fiatalkora
1951 és 1954 között a Utahi Állami Egyetemre járt, ahol az amerikaifutball- és baseballcsapatok játékosa volt. Alapdiplomáját 1955-ben szerezte testnevelői és rekreációs célú oktatói szakokon. Az 1955-ös NFL-draftben a New York Giants kiválasztotta; egy szezont követően középiskolai oktatói mesterdiplomát szerzett.

## Edzőként
Két szezonban a Montana Grizzlies, kettőben pedig a South Dakota State Jackrabbits edzőhelyettese volt; 1969-ben utóbbi vezetőedzője volt. 1970 és 1975 között a BYU Cougars edzőhelyettesi, 1976 és 1979 között pedig társult vezetőedzői posztját töltötte be.

### Idaho State Bengals
Az 1979-es 0–11-es eredmény miatt Babe Caccia atlétikai igazgató a stáb cseréjéről döntött, így 1979 novemberében felvette Kragthorpe-ot, aki első szezonjában 6–5-ös eredményt ért el. 1981-ben megnyerték a Big Sky Conference bajnokságát, kétszer nyertek a rájátszáson és ők rendezték az NCAA bajnokságát.
1983 júniusában lemondott és a Utah State Aggies atlétikai igazgatója lett.

### Oregon State Beavers
1984 decemberében Joe Avezzano utódja lett. Hat szezonja alatt mindössze 26,9%-os győzelmi arányt ért el, de 1989-ben a Pacific-10 Conference az év edzőjének választotta. 1990. november 21-én a szezon 1–10-es eredménye miatt lemondott.

#### Az 1985-ös mérkőzés
Kragthorpe legjelentősebb győzelmeként a Washington Huskies elleni 1985. októberi mérkőzést tartják számon, amikor a játékot az utolsó másfél percben blokkolt punttal 21–20-ra megnyerték.

## Visszavonulása után
1994-ben a Utahi Állami Egyetem alumniszövetségének újjáélesztésével bízták meg; 2001-ben hivatalosan nyugdíjba vonult, de hivatalban maradt. Az Old Main Society, Alumni Sustaining Membership, Big Blue Club és Emeriti Association szervezetek tagja, emellett 2005-ben kiváló öregdiák-díjjal tüntették ki.
2009-ben a Utah State Aggies dicsőségcsarnokának tagja lett.

## Családja
Egyik fia sportújságíró, míg másik fia és unokája edző. Feleségével, Barbarával elváltak.

## Eredményei vezetőedzőként
| Szezon                                                    | Eredmény                                                  | Eredmény                                                  | Helyezés                                                  |
| Szezon                                                    | Összesen                                                  | Konferencia                                               | Helyezés                                                  |
| South Dakota State Jackrabbits (North Central Conference) | South Dakota State Jackrabbits (North Central Conference) | South Dakota State Jackrabbits (North Central Conference) | South Dakota State Jackrabbits (North Central Conference) |
| --------------------------------------------------------- | --------------------------------------------------------- | --------------------------------------------------------- | --------------------------------------------------------- |
| 1969                                                      | 3–7                                                       | 3–3                                                       | 3.                                                        |
| Eredmény:                                                 | 3–7                                                       | 3–3                                                       | –                                                         |
| Idaho State Bengals (Big Sky Conference)                  |                                                           |                                                           |                                                           |
| 1980                                                      | 6–5                                                       | 4–4                                                       | T-3.                                                      |
| 1981                                                      | 12–1                                                      | 6–1                                                       | 1.                                                        |
| 1982                                                      | 3–8                                                       | 1–6                                                       | 8.                                                        |
| Eredmény:                                                 | 21–14                                                     | 11–11                                                     | –                                                         |
| Oregon State Beavers (Pacific-10 Conference)              |                                                           |                                                           |                                                           |
| 1985                                                      | 3–8                                                       | 2–6                                                       | 9.                                                        |
| 1986                                                      | 3–8                                                       | 2–5                                                       | 10.                                                       |
| 1987                                                      | 2–9                                                       | 0–7                                                       | 10.                                                       |
| 1988                                                      | 4–6–1                                                     | 2–5–1                                                     | 8.                                                        |
| 1989                                                      | 4–7–1                                                     | 3–4–1                                                     | 6.                                                        |
| 1990                                                      | 1–10                                                      | 1–6                                                       | 10.                                                       |
| Eredmény:                                                 | 17–48–2                                                   | 10–33–2                                                   | –                                                         |
| Összesen:                                                 | 41–69–2                                                   | –                                                         | –                                                         |
| Jelmagyarázat: Országos bajnok                            |                                                           |                                                           |                                                           |

## Fordítás
- Ez a szócikk részben vagy egészben  a   Dave Kragthorpe című angol Wikipédia-szócikk ezen változatának fordításán alapul.  Az eredeti cikk szerkesztőit annak laptörténete sorolja fel. Ez a jelzés csupán a megfogalmazás eredetét és a szerzői jogokat jelzi, nem szolgál a cikkben szereplő információk forrásmegjelöléseként.